# 郑思远

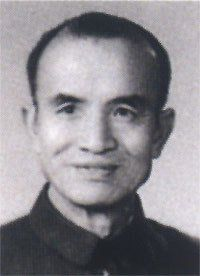
郑思远

郑思远（1914年10月—2017年6月29日），男，山西襄汾人，中华人民共和国政治人物。

## 生平
郑思远1914年生于山西省襄陵县。先后在襄陵县县城模范小学、运城第二师范学校学习。毕业后，任运城第二师范学校附属小学教员。
抗日战争爆发后，1937年10月参加革命，任八路军驻晋办事处临汾学兵大队分队长。1938年1月加入中国共产党。曾历任中共中央北方局交通科科长、发行科科长、太行分局宣传部教育科长、北方局党校教育科科长。1944年任北方局党校整风甄别办公室主任，为蒙受冤屈的通知进行甄别平反。1945年，任中共晋城县委书记，先后组织32个民兵远征野战团、近万人参加了晋南战役，并随部队远征豫西，解放运城、临汾、晋中等地。
1949年1月随大军南下福建，历任中共闽侯地委宣传部部长、地委副书记，兼福州大学（现福建师范大学前身）党委书记。1952年起，历任中央国家机关党委常委、秘书长兼宣传部长、副书记。1956年当选中共八大代表。1965年3月，任国务院副秘书长。
文革受迫害。1978年12月平反，恢复国务院副秘书长职务，1979年至1982年兼任中央上访领导小组副组长，参与党中央平反冤假错案工作。1982年，任第三次全国人口普查领导小组副组长。1983年10月至1985年11月，担任国务院参事室主任。

## 评价
他是辅佐过周恩来、华国锋、赵紫阳三位共和国总理的国务院副秘书长。从1943年到1982年，他参与了中共党史上三次重要的甄别平反冤假错案工作，並在其中担任重要工作职务